# Brian Span
Brian Span (Somers, 23 febbraio 1992) è un ex calciatore statunitense con cittadinanza costaricana, di ruolo attaccante.

## Carriera
Ha giocato nella massima serie dei campionati svedese e finlandese.

## Palmarès

### Club

#### Competizioni nazionali
- Coppa di Finlandia: 1

IFK Mariehamn: 2015
- Campionato finlandese: 1

IFK Mariehamn: 2016